# キア・フォルテ
フォルテ（英: Forte 、朝: 포르테）は、韓国のKIAが生産・販売している自動車である。

## 初代 (2008年-2020年) TD型
2008年発表。それまで発売されていたセラトーの後継機種として2,100億ウォンの費用と29ヶ月に及ぶ期間を投じて開発された車である。
ボディタイプは当初は4ドアセダンのみが設定され、のちに「クープ」（Koup ）のサブネームを持つ2ドアクーペと5ドアハッチバックが追加された。なお、クーペタイプの車種はキアのラインナップとしては初となる。外寸はセラトーに比べて一回り大きくなっている。
スタイリングはフォルクスワーゲンやアウディでチーフデザイナーを務めたペーター・シュライヤーが担当。キアの新しいファミリーフェイスである、虎の目・鼻・口を形象化した「タイガーノーズグリル」を採用した。また、前面を低くし後面をハイデッキ化することでスピード感を表現したという。
エンジンは韓国仕様がCVVTを採用した124仏馬力の1.6Lガソリンエンジン（γエンジン）と128PSの1.6Lターボディーゼルエンジン、北米仕様には2.0Lと2.4Lの(θエンジン)が搭載される。
2009年にはキア初のハイブリッドカーとなる「LPIハイブリッド」が発売されたが、これは世界的に見ても珍しいLPGのハイブリッドカーでもある。
装備についてもプッシュスタートシステムやスマートエントリー、自発光式メーターなどロッツェイノベーションに迫る内容とし、豊かで自然な中低音を奏でる「パワーベース」技術を韓国車で初めて適用するなどクラスを超えた上級感をアピールした。
- 2008年8月21日:韓国で発表・発売開始。1.6Lガソリンもしくは1.6Lディーゼルが搭載され、それぞれに5速MTと4速ATを用意する。
- 2009年2月：シカゴオートショーで北米初公開。2.0Lと2.4Lの(θエンジン)が搭載され、2.4Lには6速MTとマニュアルモードつき5速ATが用意される。
- 2009年4月：ニューヨーク国際オートショー (NYIAS) にてフォルテクープが世界初公開される。前年のNYIASで公開されたクープコンセプトの市販モデルに相当する。
- 2009年4月：ソウルモーターショーにてフォルテLPiハイブリッドが公開される。
- 2009年6月15日：韓国でフォルテクープが発売開始。セダンと共通のイメージこそ残るものの、実はフロント周りも含めてパネル関連はセダンと別設計である。また、スピード感を強調するためリヤのナンバープレートをバンパー内に移動している。1.6Lもしくは2,0Lのガソリンエンジンが搭載され、それぞれに5速MTと4速ATを用意する。
- 2009年7月15日：韓国でフォルテLPiハイブリッドが発売開始。アバンテLPiハイブリッドに続いて韓国で2番目の市販HEVとなる。[1][2]
- 2010年4月：ニューヨーク国際オートショーにて5ドアハッチバックモデルが発表された。20日、米国道路安全保険協会(IIHS)によってフォルテセダンの2010年モデルが「Top Safety Pick」に認定された[3]。
- 2010年9月：マイナーチェンジ。5ドアハッチバックを追加したことでバリエーションが拡大。同時に、シリーズ全体を改良し、5代目アバンテにも採用された1.6L・GDIエンジン（140仏馬力）+6ATを新搭載（同時に、車名も「フォルテGDI」に変更されている）。発光ダイオードリヤコンビネーションレンズを一部グレードに採用するとともに、アルミホイールのデザインを変更。クープには「ダイナミックシフト」と呼ばれるパドルシフトを新採用。インテリアにも手が加えられ、シフトレバーには皮革製のカバーが追加されると同時に、メタル調のセンターパネルが採用された。また、安全性についても6エアバッグと急ブレーキ警報システム（ESS）を全車に標準装備とし、吸音材と樹脂の採用部分を拡大することで静粛性と剛性を向上させた。サスペンションについても新たにモノチューブ式ダンパーを採用している。
- 2011年2月：アイドリングストップ機構を搭載した「フォルテGDiエコプラス」を追加発売。

## 2代目 (2012年-2020年) YD型
2012年発表。開発には42ヵ月と3,000億ウォンを費やした。キアでは初年度に41万台（うち韓国国内で5万5000台）、2014年には50万台の販売を見込んでいる
。
ボディタイプは当初はセダンのみ。先代より長く低く幅広くなり、クーペ風の流線型のスタイリングとなった。プラットフォームをMD型ヒュンダイ・エラントラと共有する。
エンジンは韓国仕様がガンマ 直4 1.6L GDI (140ps) となり、ISG (Idol Stop and Go) も設定される。中国仕様には93.8KW (128ps) のガンマ 直4 1.6Lと107kW (146ps) のNu 直4 1.8Lが搭載される。
テレマティクスサービスの「UVO」にも対応する。UVOはフォードのSYNCと同様、マイクロソフトとの共同開発によるシステムである。サービスはアメリカのみならず韓国でも提供される。ドライバーがスマートフォンなどのITデバイスを介して自動車の操作を行えるなどの機能を有する。
- 2012年7月：公式Facebookにて、新型フォルテのティーザースケッチを公開。新型は韓国と中国では「K3」に名称変更するが、北米では引き続き「フォルテ」を、オセアニア、南米、欧州などでは「セラトー」を名残る[6]。
- 2012年7月29日：新型車の概要とオフィシャルフォトが公開された[7][8]。
- 2012年8月31日：成都モーターショーで中国仕様のK3が発表された。国際版フォルテとは異なりK9風のフロントおよびリアエンドが与えられている[9][10]。
- 2012年9月17日：韓国にて「K3」の車名で発売開始。車名の由来についてはK7などと同様、「K」は起亜自動車(KIA)、大韓民国(KOREA)、”強さ”や”支配”を意味するギリシャ語の「Kratos」,そしてダイナミックな躍動性を意味する英語の「Kinetic」のそれぞれの頭文字、「3」は車格（準中型車）を意味する。これにより、K3からK9までのKシリーズセダンのラインナップが完成することになる[4][5]。

尚、従来型のフォルテクープとハッチバックはK3登場後も2013年上半期まで継続販売され、2013年8月以降にフォルテクープは「K3クープ（北米名：クープ、豪州名：セラトークープ）」、ハッチバックは「K3ユーロ」としてフルモデルチェンジし、再登場した。

## 3代目 (2018年-) BD型
2018年2月27日、2代目「K3」の名で韓国国内発表・発売開始。

## 販売台数
| Calendar year | アメリカ | カナダ | メキシコ | 韓国   | 世界    |
| ------------- | -------- | ------ | -------- | ------ | ------- |
| 2009          | 26,327   |        |          | 51,374 |         |
| 2010          | 68,500   |        |          | 43,486 |         |
| 2011          | 76,294   |        |          | 34,389 |         |
| 2012          | 75,681   |        |          | 41,995 | 352,226 |
| 2013          | 66,146   |        |          | 52,084 |         |
| 2014          | 69,336   | 11,867 |          | 49,303 |         |
| 2015          | 78,919   |        | 2,377    | 42,912 | 357,796 |
| 2016          | 103,292  |        | 12,900   | 36,854 | 400,010 |
| 2017          | 117,596  |        | 17,724   | 28,165 |         |
| 2018          | 101,890  | 14,399 | 17,848   | 44,514 |         |
| 2019          | 95,609   | 15,549 | 17,712   | 44,387 |         |

## 車名の由来
「フォルテ」は、イタリア語で「大きく、強く」を意味する音楽用語に由来する。オーストラリア、ロシア、ブラジル、南アフリカ共和国など一部の地域ではセラトーの車名が使用され、シンガポールやアルゼンチンではセラトーフォルテとして販売される。